# Josef Rinkisch
Josef Rinkisch (* 1808 oder 1809 in Reisdorf/Rička vas, heute zu Völkermarkt; † 19. Januar 1880 ebenda) war ein österreichischer Grundbesitzer und Politiker.

## Leben
Rinkisch war der Sohn des Landwirts und Besitzers des Gutes Reinegg Severin Rinkisch und dessen Ehefrau Klara geb. Achatz. Er war römisch-katholisch und heiratete am 9. August 1852 Maria Wintschnigg (* 1815). Aus er Ehe gingen keine Kinder hervor. Er lebte als Landwirt und Besitzer des Reineggerhofes und der Baiermühle in Reisdorf.
Vom 10. April 1861 (er wurde in einer Nachwahl am 6. April 1861 gewählt und daher erst in der 3. Sitzung angelobt) bis zu seinem Rücktritt am 11. Oktober 1862 war er Abgeordneter im Kärntner Landtag. Als Nachfolger wurde Josef Schwab am 24. November 1862 gewählt und am 3. Januar 1863 angelobt. 